# Tanja Eisner
Tatjana (Tanja) Eisner (née Lobova; Carcóvia, 1 de julho de 1980) é uma matemática ucraniana e alemã, especialista em análise funcional, teoria dos operadores bem como teoria ergódica e suas conexões com a teoria dos números. É professora de matemática na Universidade de Leipzig.

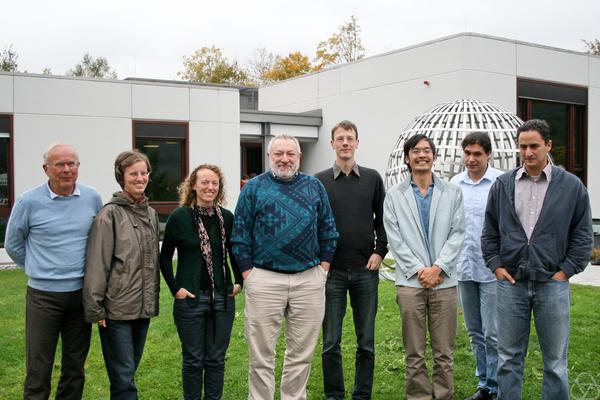
A partir da esquerda; Rainer Nagel, Tanja Eisner, Tamar Ziegler, Vitaly Bergelson, Markus Haase, Terence Tao, Balint Farkas e Nikos Frantzikinakis, no Grupo de Estudos MFO Ergodic Theory and Combinatorial Number Theory 2012

## Educação e carreira
Eisner obteve um diploma em matemática aplicada em 2002 na Universidade Nacional de Carcóvia. Obteve depois um diploma em matemática na Universidade de Tübingen em 2004, seguido por um doutorado em 2007. Sua tese, Stability of Operators and {\displaystyle C_{0}}-Semigroups, foi orientada por Rainer Nagel.
De 2007 a 2010 trabalhou como assistente científica na Universidade de Tübingen. Após a habilitação em 2010 em Tübingen foi professora assistente na Universidade de Amsterdã de 2011 a 2013, antes de ir para a Universidade de Leipzig como professora em 2013.

## Livros
- com Bálint Farkas, Markus Haase, Rainer Nagel: Operator Theoretic Aspects of Ergodic Theory, Graduate Texts in Mathematics, Springer, 2015.
- Stability of Operators and Operator Semigroups, Operator Theory: Advances and Applications, Vol. 209, Birkhäuser Verlag, Basel, 2010.
- com Birgit Jacob, André Ran, Hans Zwart (Ed.): Operator Theory, Function Spaces, and Applications, International Workshop on Operator Theory and Applications, Amsterdam, Julho de 2014, Operator Theory: Advances and Applications, Birkhäuser Verlag, 2016.